# Tototla
Tototla är en ort i Mexiko.   Den ligger i kommunen Tantoyuca och delstaten Veracruz, i den sydöstra delen av landet, 230 km norr om huvudstaden Mexico City. Tototla ligger 96 meter över havet och antalet invånare är 103.
Terrängen runt Tototla är huvudsakligen platt, men åt sydost är den kuperad. Terrängen runt Tototla sluttar västerut. Runt Tototla är det ganska tätbefolkat, med 72 invånare per kvadratkilometer. Närmaste större samhälle är Tantoyuca, 8,8 km öster om Tototla. Trakten runt Tototla består till största delen av jordbruksmark.